# Lijst van Formule 1-coureurs
De volgende coureurs hebben zich ten minste één keer ingeschreven voor een Formule 1-race sinds 1950. Van de nog actieve coureurs (seizoen 2025) zijn de namen vet afgedrukt.
De lijst is bijgewerkt tot en met 6 januari 2025.

## A
- Carlo Abate
- George Abecassis
- Jay Abney
- Jean Achard
- Kenny Acheson
- Charles Van Acker
- Andrea de Adamich
- Philippe Adams
- Joe Adas
- Walt Ader
- Kurt Adolff
- Fred Agabashian
- Kurt Ahrens Jr.
- Jack Aitken
- Christijan Albers
- Alexander Albon
- Michele Alboreto
- Jean Alesi
- Jaime Alguersuari
- Ray Allen
- Philippe Alliot
- Cliff Allison
- Fernando Alonso - Wereldkampioen 2005, 2006
- Giovanna Amati
- Jérôme d'Ambrosio
- George Amick
- Red Amick
- Chris Amon
- Bob Anderson
- Conny Andersson
- Emil Andres
- Mario Andretti - Wereldkampioen 1978
- Michael Andretti
- Keith Andrews
- Elio De Angelis
- Kimi Antonelli
- Marco Apicella
- Mário de Araújo Cabral
- Frank Armi
- George Armstrong
- Chuck Arnold
- René Arnoux
- Peter Arundell
- Alberto Ascari - Wereldkampioen 1952, 1953
- Peter Ashdown
- Ian Ashley
- Gerry Ashmore
- Bill Aston
- Richard Attwood
- Manny Ayulo

## B
- Luca Badoer
- Giancarlo Baghetti
- Jorge de Bagration
- Julian Bailey
- Bobbie Baird
- Mauro Baldi
- Johnny Baldwin
- Bobby Ball
- Marcel Balsa
- Lorenzo Bandini
- Henry Banks
- Fabrizio Barbazza
- John Barber
- Skip Barber
- Paolo Barilla
- Rubens Barrichello
- Michael Bartels
- Edgar Barth
- Buzz Barton
- Joe Barzda
- Giorgio Bassi
- Erwin Bauer
- Zsolt Baumgartner
- Élie Bayol
- Oliver Bearman
- Don Beauman
- Karl-Günther Bechem
- Jean Behra
- José Behra
- Derek Bell
- Stefan Bellof
- Paul Belmondo
- Tom Belsø
- Jean-Pierre Beltoise
- Olivier Beretta
- Allen Berg
- Georges Berger
- Gerhard Berger
- Éric Bernard
- Antonio Bernardo
- Enrique Bernoldi
- Enrico Bertaggia
- Guerino Bertocchi
- Tony Bettenhausen
- Mike Beuttler
- Birabongse Bhanubandh
- Jules Bianchi
- Lucien Bianchi
- Gino Bianco
- Werner Bickel
- Hans Binder
- Clemente Biondetti
- Pablo Birger
- Art Bisch
- Harry Blanchard
- Michael Bleekemolen
- Hans Blees
- Alex Blignaut
- Trevor Blokdyk
- Mark Blundell
- Raul Boesel
- Menato Boffa
- Edwald Boisitz
- Tony Bonadies
- Bob Bondurant
- Felice Bonetto
- Jo Bonnier
- Roberto Bonomi
- Juan Manuel Bordeu
- Franco Bordoni
- Slim Borgudd
- Gabriel Bortoleto
- Luki Botha
- Valtteri Bottas
- Christophe Bouchut
- Jean-Christophe Boullion
- Sébastien Bourdais
- Thierry Boutsen
- Bill Boyd
- Johnny Boyd
- David Brabham
- Gary Brabham
- Jack Brabham - Wereldkampioen 1959, 1960, 1966
- Giovanni Bracco
- Bill Brack
- Ernesto Brambilla
- Vittorio Brambilla
- Antonio Branca
- Gianfranco Brancatelli
- Eric Brandon
- Don Branson
- Tom Bridger
- Tony Brise
- Chris Bristow
- Peter Broeker
- Tony Brooks
- Alan Brown
- Walt Brown
- Warwick Brown
- Adolf Brudes
- Martin Brundle
- Gianmaria Bruni
- Jimmy Bryan
- Clemar Bucci
- Ronnie Bucknum
- Ivor Bueb
- Luiz Bueno
- Mike Burch
- Sébastien Buemi
- Ian Burgess
- Marvin Burke
- Luciano Burti
- Roberto Bussinello
- Jenson Button  - Wereldkampioen 2009
- Tommy Byrne

## C
- Giulio Cabianca
- Phil Cade
- Alex Caffi
- Buddy Cagle
- Foster Campbell
- Keith Campbell
- Wally Campbell
- John Campbell-Jones
- Adrián Campos
- John Cannon
- Eitel Cantoni
- Bill Cantrell
- Willard Cantrell
- Ivan Capelli
- Piero Carini
- Duane Carter
- Neal Carter
- Eugenio Castellotti
- Johnny Cecotto
- Andrea de Cesaris
- François Cevert
- Eugène Chaboud
- Jay Chamberlain
- Karun Chandhok
- Alain de Changy
- Colin Chapman
- Dave Charlton
- Pedro Matos Chaves
- Bill Cheesbourg
- Eddie Cheever
- Andrea Chiesa
- Max Chilton
- Ettore Chimeri
- Louis Chiron
- Joie Chitwood
- Bob Christie
- Johnny Claes
- David Clapham
- Jim Clark - Wereldkampioen 1963, 1965
- David Clarke
- Bob Cleberg
- Bud Clemons
- Leon Clum
- Kevin Cogan
- Franco Colapinto
- Hal Cole
- Peter Collins
- Bernard Collomb
- Alberto Colombo
- Érik Comas
- Gianfranco Comotti
- Russ Congdon
- George Connor
- George Constantine
- John Cordts
- Bob Cortner
- David Coulthard
- Piers Courage
- Chris Craft
- Jim Crawford
- Ray Crawford
- Alberto Crespo
- Antonio Creus
- Larry Crockett
- Tony Crook
- Art Cross
- Geoffrey Crossley

## D
- Chuck Daigh
- Yannick Dalmas
- Derek Daly
- Christian Danner
- Jorge Daponte
- Alfred Dattner
- Anthony Davidson
- Jimmy Davies
- Colin Davis
- Jimmy Daywalt
- Jean-Denis Delétraz
- Patrick Depailler
- Billy Devore
- Pedro Diniz
- Duke Dinsmore
- Frank Dochnal
- José Dolhem
- Martin Donnelly
- Mark Donohue
- Jack Doohan
- Robert Doornbos
- Ken Downing
- Bob Drake
- Paddy Driver
- Piero Drogo
- Lee Drollinger
- Bernard de Dryver
- Geoff Duke
- Johnny Dumfries
- Len Duncan
- Ted Duncan
- Carlo Dusio
- Piero Dusio

## E
- Billy Earl
- Rex Easton
- George Eaton
- Kenny Eaton
- Bernie Ecclestone
- Don Edmunds
- Guy Edwards
- Edgar Elder
- Vic Elford
- Ed Elisian
- Paul Emery
- Tomáš Enge
- Paul England
- Jack Ensley
- Marcus Ericsson
- Harald Ertl
- Nasif Estefano
- Philippe Étancelin
- Bob Evans

## F
- Corrado Fabi
- Teo Fabi
- Pascal Fabre
- Carlo Facetti
- Luigi Fagioli
- Jack Fairman
- Juan Manuel Fangio - Wereldkampioen 1951, 1954, 1955, 1956, 1957
- Milt Fankhouser
- Giuseppe Farina - Wereldkampioen 1950
- Cotton Farmer
- Walt Faulkner
- Johnny Fedricks
- William Ferguson
- Luigi de Filippis
- Maria Teresa de Filippis
- Ralph Firman Jr.
- Ludwig Fischer
- Rudolf Fischer
- Mike Fisher
- Giancarlo Fisichella
- John Fitch
- Christian Fittipaldi
- Emerson Fittipaldi - Wereldkampioen 1972, 1974
- Pietro Fittipaldi
- Wilson Fittipaldi Jr.
- Theo Fitzau
- Pat Flaherty
- Jan Flinterman
- Ron Flockhart
- Myron Fohr
- Gregor Foitek
- George Follmer
- George Fonder
- Norberto Fontana
- Asdrúbal Fontes Bayardo
- Carl Forberg
- Gene Force
- Franco Forini
- Philip Fotheringham-Parker
- A.J. Foyt
- Carlo Franchi
- Giorgio Francia
- Dick Frazier
- Don Freeland
- Heinz-Harald Frentzen
- Paul Frère
- Patrick Friesacher
- Joe Fry
- Andy Furci
- Hiroshi Fushida

## G
- Beppe Gabbiani
- Bertrand Gachot
- Giancarlo Gagliardi
- Patrick Gaillard
- Divina Galica
- Nanni Galli
- Oscar Gálvez
- Fred Gamble
- Howden Ganley
- Néstor García Veiga
- Giedo van der Garde
- Frank Gardner
- Billy Garrett
- Jo Gartner
- Pierre Gasly
- Tony Gaze
- Olivier Gendebien
- Marc Gené
- Elmer George
- Bob Gerard
- Gerino Gerini
- Peter Gethin
- Piercarlo Ghinzani
- Bruno Giacomelli
- Joe Giba
- Dick Gibson
- Richie Ginther
- Antonio Giovinazzi
- Yves Giraud-Cabantous
- Ignazio Giunti
- Timo Glock
- Helm Glöckler
- Potsy Goacher
- Francisco Godia-Sales
- Carel Godin de Beaufort
- Christian Goethals
- Paul Goldsmith
- José Froilán González
- Óscar González
- Aldo Gordini
- Horace Gould
- Jean-Marc Gounon
- Toulo de Graffenried
- Lucas di Grassi
- Cecil Green
- Keith Greene
- Bob Gregg
- Masten Gregory
- Cliff Griffith
- Georges Grignard
- Bobby Grim
- Romain Grosjean
- Perry Grimm
- Olivier Grouillard
- Brian Gubby
- André Guelfi
- Miguel Ángel Guerra
- Roberto Guerrero
- Maurício Gugelmin
- Gianbattista Guidotti
- Dan Gurney
- Esteban Gutiérrez

## H
- Isack Hadjar
- Peter Hahn
- Hubert Hahne
- Mike Hailwood
- Mika Häkkinen - Wereldkampioen 1998, 1999
- Bruce Halford
- Jim Hall
- Keith Hall
- Norm Hall
- Duncan Hamilton
- Lewis Hamilton - Wereldkampioen 2008, 2014, 2015, 2017, 2018, 2019, 2020
- Red Hamilton
- David Hampshire
- Sam Hanks
- Walt Hansgen
- Mike Harris
- Cuth Harrison
- Brian Hart
- Brendon Hartley
- Gene Hartley
- Rio Haryanto
- Masahiro Hasemi
- Naoki Hattori
- Paul Hawkins
- Mike Hawthorn - Wereldkampioen 1958
- Boy Hayje
- Allen Heath
- Willi Heeks
- Nick Heidfeld
- Theo Helfrich
- Mack Hellings
- Brian Henton
- Johnny Herbert
- Al Herman
- Hans Herrmann
- François Hesnault
- Hans Heyer
- Damon Hill - Wereldkampioen 1996
- Graham Hill - Wereldkampioen 1962, 1968
- Phil Hill - Wereldkampioen 1961
- Noel Hillis
- Tommy Hinnershitz
- Peter Hirt
- David Hobbs
- Gary Hocking
- Ingo Hoffmann
- Bill Holland
- Jackie Holmes
- Bill Homeier
- Kazuyoshi Hoshino
- Norm Houser
- Jerry Hoyt
- Nico Hülkenberg
- Denny Hulme - Wereldkampioen 1967
- Chuck Hulse
- James Hunt - Wereldkampioen 1976
- Jim Hurtubise
- Gus Hutchison

## I
- Jacky Ickx
- Yuji Ide
- Jesus Iglesias
- Taki Inoue
- Innes Ireland
- Eddie Irvine
- Chris Irwin

## J
- Jean-Pierre Jabouille
- Eddie Jackson
- Jimmy Jackson
- Bruce Jacobi
- Joe James
- John James
- Jean-Pierre Jarier
- Max Jean
- Tony Jefferies
- Stefan Johansson
- Bill Johnson
- Eddie Johnson
- Leslie Johnson
- Van Johnson
- Bruce Johnstone
- Alan Jones - Wereldkampioen 1980
- Tom Jones
- Juan Jover

## K
- Oswald Karch
- Narain Karthikeyan
- Ukyo Katayama
- Ken Kavanagh
- Johnny Kay
- Rupert Keegan
- Eddie Keizan
- Al Keller
- Joe Kelly
- Dave Kennedy
- Jean Kerguen
- Loris Kessel
- Bruce Kessler
- Nicolas Kiesa
- Leo Kinnunen
- Danny Kladis
- Russ Klar
- Hans Klenk
- Peter de Klerk
- Christian Klien
- Karl Kling
- Ernst Klodwig
- Ray Knepper
- Kamui Kobayashi
- Helmuth Koinigg
- Heikki Kovalainen
- Mikko Kozarowitzky
- Willi Krakau
- Rudolf Krause
- Robert Kubica
- Kurt Kuhnke
- Masami Kuwashima
- Daniil Kvjat

## L
- Robert La Caze
- Jacques Laffite
- Jean-Louis Lafosse
- Franck Lagorce
- Jan Lammers
- Pedro Lamy
- Chico Landi
- Tony Lanfranchi
- Adolf Lang
- Hermann Lang
- Claudio Langes
- Nicola Larini
- Oscar Larrauri
- Alberto Rodríguez Larreta
- Gérard Larrousse
- Jud Larson
- Nicholas Latifi
- Niki Lauda - Wereldkampioen 1975, 1977, 1984
- Roger Laurent
- Giovanni Lavaggi
- Chris Lawrence
- Liam Lawson
- Charles Leclerc
- Michel Leclere
- Neville Lederle
- Geoff Lees
- Arthur Legat
- JJ Lehto
- Chuck Leighton
- Gijs van Lennep
- Lamberto Leoni
- Les Leston
- Pierre Levegh
- Bayliss Levrett
- Jackie Lewis
- Stuart Lewis-Evans
- Mark Light
- Guy Ligier
- Ralph Liguori
- Andy Linden
- Roberto Lippi
- Vitantonio Liuzzi
- Dries van der Lof
- Lella Lombardi
- Ricardo Londoño
- Ernst Loof
- André Lotterer
- Henri Louveau
- John Love
- Pete Lovely
- Roger Loyer
- Jean Lucas
- Jean Lucienbonnet
- Erik Lundgren
- Brett Lunger
- Frank Luptow
- George Lynch

## M
- Mike MacDowel
- Herbert MacKay-Fraser
- Bill Mackey
- Lance Macklin
- Damien Magee
- Tony Maggs
- Mike Magill
- Umberto Maglioli
- Jan Magnussen
- Kevin Magnussen
- Guy Mairesse
- Willy Mairesse
- Pastor Maldonado
- Nigel Mansell - Wereldkampioen 1992
- Sergio Mantovani
- Johnny Mantz
- Robert Manzon
- Onofre Marimón
- Helmut Marko
- Tarso Marques
- Leslie Marr
- Tony Marsh
- Cy Marshall
- Eugene Martin
- Pierluigi Martini
- Gianni Marzotto
- Vittorio Marzotto
- Jochen Mass
- Felipe Massa
- Johnny Mauro
- Cristiano da Matta
- Michael May
- Timmy Mayer
- Jim Mayes
- Nikita Mazepin
- François Mazet
- Gastón Mazzacane
- Kenneth McAlpine
- Perry McCarthy
- Ernie McCoy
- Johnny McDowell
- Jack McGrath
- Brian McGuire
- Bruce McLaren
- John McNicol
- Allan McNish
- Graham McRae
- Jim McWithey
- Carlos Menditeguy
- Roberto Merhi
- Harry Merkel
- Arturo Merzario
- Roberto Mieres
- François Migault
- John Miles
- Ken Miles
- André Milhoux
- Al Miller
- Chet Miller
- Gerhard Mitter
- Stefano Modena
- Manfred Mohr
- Thomas Monarch
- Franck Montagny
- Tiago Monteiro
- Andrea Montermini
- Peter Monteverdi
- Robin Montgomerie-Charrington
- Juan Pablo Montoya
- Johnny Moorhouse
- Gianni Morbidelli
- Roberto Moreno
- Dave Morgan
- Silvio Moser
- Bill Moss
- Sir Stirling Moss
- Earl Motter
- Herbert Müller
- Gino Munaron
- Frank Mundy
- David Murray
- Luigi Musso

## N
- Kazuki Nakajima
- Satoru Nakajima
- Shinji Nakano
- Duke Nalon
- Alessandro Nannini
- Emanuele Naspetti
- Felipe Nasr
- Massimo Natili
- Brian Naylor
- Mike Nazaruk
- Tiff Needell
- Jac Nellemann
- Patrick Nève
- Roy Newman
- John Nicholson
- Cal Niday
- Helmut Niedermayr
- Brausch Niemann
- Gunnar Nilsson
- Hideki Noda
- Lando Norris
- Rodney Nuckey
- Tazio Nuvolari

## O
- Danny Oakes
- Robert O'Brien
- Esteban Ocon
- Pat O'Connor
- Casimiro de Oliveira
- Jackie Oliver
- Mike Oliver
- Danny Ongais
- Rikky von Opel
- Karl Oppitzhauser
- Arthur Owen
- Fritz d'Orey

## P
- Carlos Pace
- Jim Packard
- Nello Pagani
- Dick Page
- Joaquin Palacio
- Riccardo Paletti
- Torsten Palm
- Jolyon Palmer
- Jonathan Palmer
- Olivier Panis
- Giorgio Pantano
- Max Papis
- Mike Parkes
- Reg Parnell
- Tim Parnell
- Johnnie Parsons
- Riccardo Patrese
- Al Pease
- Roger Penske
- Cesare Perdisa
- Sergio Pérez
- Luis Pérez-Sala
- Larry Perkins
- Xavier Perrot
- Henri Pescarolo
- Alessandro Pesenti-Rossi
- Jiggs Peters
- Josef Peters
- Ronnie Peterson
- Vitali Petrov
- Alfredo Piàn
- Oscar Piastri
- Charles Pic
- François Picard
- Ernie Pieterse
- Paul Pietsch
- Marvin Pifer
- André Pilette
- Teddy Pilette
- Luigi Piotti
- David Piper
- Nelson Piquet jr.
- Nelson Piquet sr. - Wereldkampioen 1981, 1983, 1987
- Renato Pirocchi
- Didier Pironi
- Emanuele Pirro
- Tom Pistone
- Antônio Pizzonia
- Luigi Platé
- Eric van de Poele
- Jacques Pollet
- Ben Pon (1936)
- Dennis Poore
- Alfonso de Portago
- Sam Posey
- Charles Pozzi
- Ralph Pratt
- Jackie Pretorius
- Ernesto Prinoth
- David Prophet
- Alain Prost - Wereldkampioen 1985, 1986, 1989, 1993
- Tom Pryce
- Puffy Puffer
- David Purley
- Clive Puzey

## Q
- Dieter Quester

## R
- Ian Raby
- Bobby Rahal
- Kimi Räikkönen - Wereldkampioen 2007
- Roscoe Rann
- Pierre-Henri Raphanel
- Dick Rathmann
- Jim Rathmann
- Roland Ratzenberger
- Brian Raubenheimer
- Héctor Rebaque
- Brian Redman
- Jimmy Reece
- Ray Reed
- Alan Rees
- Dick Reese
- Clay Regazzoni
- Gordon Reid
- Paul di Resta
- Carlos Reutemann
- Lance Reventlow
- Peter Revson
- John Rhodes
- Alex Dias Ribeiro
- Daniel Ricciardo
- Ken Richardson
- Fritz Riess
- Jim Rigsby
- Jochen Rindt - Wereldkampioen 1970
- John Riseley-Prichard
- Giovanni de Riu
- Richard Robarts
- Johnny Roberts
- Hal Robson
- Francis Rochat
- Chuck Rodee
- Pedro Rodríguez
- Ricardo Rodríguez
- Franco Rol
- Alan Rollinson
- Tony Rolt
- Bertil Roos
- Basil van Rooyen
- Pedro de la Rosa
- Keke Rosberg - Wereldkampioen 1982
- Nico Rosberg - Wereldkampioen 2016
- Bud Rose
- Ebb Rose
- Mauri Rose
- Louis Rosier
- Ricardo Rosset
- Alexander Rossi
- Huub Rothengatter
- Jack Rounds
- Lloyd Ruby
- Jean-Claude Rudaz
- George Russell
- Eddie Russo
- Giacomo Russo
- Paul Russo
- Troy Ruttman
- Peter Ryan

## S
- Eddie Sachs
- Bob Said
- Carlos Sainz jr.
- Mike Salay
- Eliseo Salazar
- Mika Salo
- Roy Salvadori
- Ninian Sanderson
- Consalvo Sanesi
- Logan Sargeant
- Stéphane Sarrazin
- Takuma Sato
- Carl Scarborough
- Ludovico Scarfiotti
- Giorgio Scarlatti
- Dutch Schaefer
- Ian Scheckter
- Jody Scheckter - Wereldkampioen 1979
- Harry Schell
- Tim Schenken
- Albert Scherrer
- Adolfo Schwelm-Cruz
- Domenico Schiattarella
- Heinz Schiller
- Bill Schindler
- Jean-Louis Schlesser
- Jo Schlesser
- Bernd Schneider
- Rudolf Schoeller
- Bob Schroeder
- Rob Schroeder
- Michael Schumacher - Wereldkampioen 1994, 1995, 2000, 2001, 2002, 2003, 2004
- Mick Schumacher
- Ralf Schumacher
- Vern Schuppan
- Bob Scott
- Archie Scott-Brown
- Piero Scotti
- Albert Scully
- Wolfgang Seidel
- Günther Seiffert
- Wayne Selser
- Ayrton Senna - Wereldkampioen 1988, 1990, 1991
- Bruno Senna
- Bud Sennett
- Dorino Serafini
- Chico Serra
- Doug Serrurier
- Johnny Servoz-Gavin
- Tony Settember
- Doc Shanebrook
- Hap Sharp
- Brian Shawe-Taylor
- Carroll Shelby
- Tony Shelly
- Roy Sherman
- Jo Siffert
- Sergio Sighinolfi
- Hermano da Silva Ramos
- André Simon
- Sergej Sirotkin
- Rob Slotemaker
- Moisés Solana
- Alex Soler-Roig
- Raymond Sommer
- Vincenzo Sospiri
- Joe Sostilio
- Stephen South
- Mike Sparken (Michel Poberejsky)
- Scott Speed
- Mike Spence
- Keith St. John
- Alan Stacey
- Peter Stæchelin
- Gaetano Starrabba
- Gig Stephens
- Will Stevens
- Chuck Stevenson
- Ian Stewart
- Sir Jackie Stewart - Wereldkampioen 1969, 1971, 1973
- Jimmy Stewart
- Ottis Stine
- Harry Stockman
- Siegfried Stohr
- Rolf Stommelen
- Mauritz von Strachwitz
- Philippe Streiff
- Lance Stroll
- Hans Stuck
- Hans-Joachim Stuck
- Otto Stuppacher
- Danny Sullivan
- Marc Surer
- John Surtees - Wereldkampioen 1964
- Andy Sutcliffe
- Adrian Sutil
- Len Sutton
- Aguri Suzuki
- Toshio Suzuki
- Jacques Swaters
- Bob Sweikert

## T
- Toranosuke Takagi
- Noritake Takahara
- Kunimitsu Takahashi
- Patrick Tambay
- Luigi Taramazzo
- Gabriele Tarquini
- Piero Taruffi
- Bill Taylor
- Dennis Taylor
- Henry Taylor
- John Taylor
- Mike Taylor
- Trevor Taylor
- Marshall Teague
- Shorty Templeman
- Max de Terra
- André Testut
- Mike Thackwell
- Alfonso Thiele
- Eric Thompson
- Johnny Thomson
- Joel Thorne
- Leslie Thorne
- George Tichenor
- Bud Tingelstad
- Sam Tingle
- Desmond Titterington
- Johnnie Tolan
- Alejandro de Tomaso
- Charles de Tornaco
- Tony Trimmer
- Maurice Trintignant
- Wolfgang Graf Berghe von Trips
- Jarno Trulli
- Yuki Tsunoda
- Esteban Tuero
- Guy Tunmer
- Jack Turner

## U
- Toni Ulmen
- Bobby Unser
- Jerry Unser
- Alberto Uria
- Richard Utley

## V
- Nino Vaccarella
- Piero Valenzano
- Stoffel Vandoorne
- Bob Veith
- Jean-Éric Vergne
- Jos Verstappen
- Max Verstappen - Wereldkampioen 2021, 2022, 2023, 2024
- Sebastian Vettel - Wereldkampioen 2010, 2011, 2012, 2013
- Jean-Claude Vidilles
- Gilles Villeneuve
- Jacques Villeneuve - Wereldkampioen 1997
- Jacques Villeneuve Sr.
- Luigi Villoresi
- Emilio de Villota
- Lucien Vincent
- Ottorino Volonterio
- Jo Vonlanthen
- Ernie de Vos
- Nyck de Vries
- Bill Vukovich
- Syd van der Vyver

## W
- Fred Wacker
- David Walker
- Peter Walker
- Lee Wallard
- Heini Walter
- Rodger Ward
- Leroy Warriner
- Derek Warwick
- John Watson
- Spider Webb
- Mark Webber
- Pascal Wehrlein
- Volker Weidler
- Wayne Weiler
- Karl Wendlinger
- Bob Wente
- Peter Westbury
- Chuck Weyant
- Ken Wharton
- Ted Whiteaway
- Graham Whitehead
- Peter Whitehead
- Bill Whitehouse
- Brian Whitehouse
- Robin Widdows
- Eppie Wietzes
- Mike Wilds
- Jonathan Williams
- Roger Williamson
- Dempsey Wilson
- Desiré Wilson
- Justin Wilson
- Vic Wilson
- Joachim Winkelhock
- Manfred Winkelhock
- Markus Winkelhock
- Reine Wisell
- Roelof Wunderink
- Alexander Wurz

## Y
- Sakon Yamamoto
- Ebe Yoder
- Alex Yoong

## Z
- Alessandro Zanardi
- Emilio Zapico
- Zhou Guanyu
- Ricardo Zonta
- Renzo Zorzi
- Ben Zukor
- Ricardo Zunino